# 長崎運輸支局
長崎運輸支局（ながさきうんゆしきょく）は国土交通省九州運輸局の地方支分部局の一つで、45都道府県にある運輸支局のひとつ。
海事部門を担当する本庁舎と、陸運部門を担当する東長崎庁舎がある。佐世保市に出先機関である佐世保自動車検査登録事務所（陸運部門、「佐世保」ナンバーを交付）・佐世保海事事務所（海事部門）を置くほか、陸運部門については離島での利便性を確保するため厳原自動車検査登録事務所が設けられている（東長崎庁舎および厳原自動車検査登録事務所のいずれも「長崎」ナンバーを交付）。

## 所在地

### 本所
- 本庁舎：長崎県長崎市松が枝町7-29　長崎港湾合同庁舎
- 東長崎庁舎：長崎県長崎市中里町1368
  - ここで交付される自動車のナンバープレートはいずれも「長崎」ナンバーになる。

### 出先機関
- 佐世保自動車検査登録事務所：長崎県佐世保市沖新町5-5
  - ここで交付される自動車のナンバープレートは「佐世保」になる。
- 佐世保海事事務所：長崎県佐世保市干尽町4-1　佐世保港湾合同庁舎
- 厳原自動車検査登録事務所：長崎県対馬市厳原町久田645-8
  - ここで交付される自動車のナンバープレートは「長崎」になる。

## 管轄区域

### 陸運部門
- 本所（東長崎庁舎）：長崎県本土南部及び五島列島（長崎市・島原市・諫早市・大村市・雲仙市・五島市・南島原市・南松浦郡・西彼杵郡）
- 佐世保自動車検査登録事務所：長崎県本土北部（佐世保市・平戸市・松浦市・西海市・東彼杵郡・北松浦郡）
- 厳原自動車検査登録事務所：長崎県島しょ部（対馬市・壱岐市）

### 海事部門
- 本所：長崎県南部（長崎市、島原市、諫早市、大村市、五島市、南島原市、雲仙市、南松浦郡、西彼杵郡、東彼杵郡）
- 佐世保海事事務所：長崎県北部（佐世保市、平戸市、松浦市、西海市、北松浦郡）